# Les Hommes libres

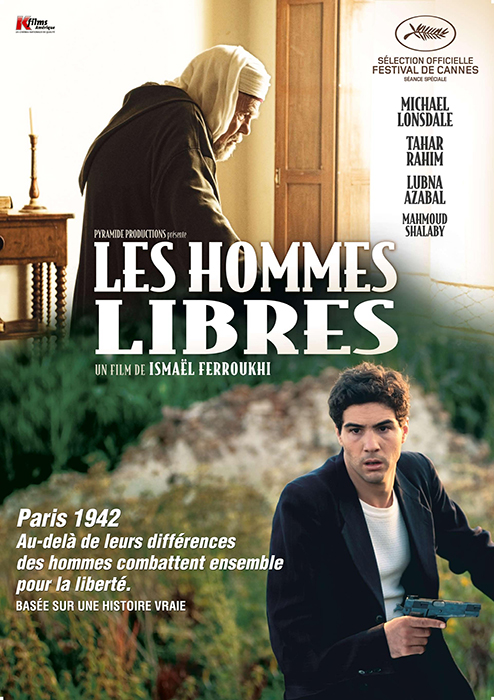

Les Hommes libres é um filme de drama histórico e romance produzido na França, roteirizado e dirigido por Ismaël Ferroukhi.

## Dados
Sinopse
Aborda o papel dos muçulmanos argelinos e outros norte-africanos em Paris na resistência francesa e como salvadores de judeus durante a ocupação alemã (1940–1994).
Detalhes
Tem duas figuras históricas: Si Kaddour Benghabrit, reitor da Grande Mesquita de Paris, e Salim Halali, cantor judeu argelino. O filme estrela Tahar Rahim, interpretando um jovem argelino fictício, e Michael Lonsdale, como reitor.